# David Bueno i Torrens
David Bueno i Torrens (Barcelona, 1965) és doctor en biologia i professor de genètica a la Universitat de Barcelona. La seva trajectòria professional i acadèmica s'ha desenvolupat a Barcelona i Oxford, i s'ha centrat en la genètica del desenvolupament i la neurociència, i la seva relació amb el comportament humà, també en l'àmbit educatiu. Fa classes de diverses matèries del camp de la genètica i ha publicat més de cinquanta articles científics en revistes especialitzades. En l'àmbit de la divulgació científica, ha publicat nombrosos llibres per apropar la ciència a la ciutadania, així com diversos llibres de text. Col·labora habitualment amb diversos mitjans (El Punt Avui, Ara, La Vanguardia). L'any 2010 va guanyar el Premi Europeu de Divulgació Científica «Estudi General». El 2019, David Bueno i Gemma Marfany van ser guardonats ex aequo amb la VI Distinció atorgada conjuntament pel Claustre de Doctors i pel Consell Social de la Universitat de Barcelona a les millors activitats de divulgació científica i humanística, merescuda per haver estat capaços de fer arribar el coneixement científic al conjunt de la societat.

## Obra publicada
- Gens i genoma. El programa de la vida (amb Maria Tricas, Editorial Pòrtic, 2001)
- Òrgans a la carta (Publicacions i Edicions de la Universitat de Barcelona, 2007)
- Convivint amb transgènics (Publicacions i Edicions de la Universitat de Barcelona, 2008)
- L'enigma de la llibertat (Edicions Bromera, 2011)
- 100 controvèrsies de la biologia (Cossetània Edicions, 2012)
- Per a què serveix el sexe? (amb Eduard Martorell, Publicacions i Edicions de la Universitat de Barcelona, 2012)
- Ciència i universitat a Catalunya. Projecció de futur (editor; Publicacions i Edicions de la Universitat de Barcelona, 2013)
- Educació per a una cultura de pau. Una proposta des de la pedagogia i la neurociència (amb Marta Burguet, Publicacions i Edicions de la Universitat de Barcelona, 2014)
- Els límits de la vida (amb Salvador Macip i Eduard Martorell, Editorial La Galera, 2014)
- 100 gens que ens fan humans (Cossetània Edicions, 2015)
- L'embrió inconformista. Com influeix en la nostra evolució el desenvolupament embrionari (amb Jordi Garcia-Fernàndez, Publicacions i Edicions de la Universitat de Barcelona, 2016)
- Cereboflexia (Plataforma Editorial, 2016)
- Neurociència per a educadors (Associació de Mestres Rosa Sensat, 2017)
- L'art de ser humans (Destino, 2025)[4]

## Premis i reconeixements
- 2025 - Premi Josep Pla de Narrativa, per L'art de ser humans[5]